# These Days (píseň, Jackson Browne)
„These Days“ je píseň amerického (v Německu narozeného) hudebníka Jacksona Browna. Browne původní verzi písně napsal již v přibližně šestnácti letech. První vydanou verzi vydala v roce 1967 německá zpěvačka Nico na svém prvním sólovém albu Chelsea Girl. V roce 1972 nahrála svou verzi písně zpěvačka Jennifer Warnes (na albu Jennifer, jehož producentem byl velšský hudebník John Cale, který, stejně jako Browne, hrál i na albu Nico). Roku 1973 vydal také Browne vlastní verzi své písně, vyšla na jeho druhém albu For Everyman. Téhož roku nahrál píseň také Gregg Allman na své první sólové album s názvem Laid Back.